# Mikronawóz

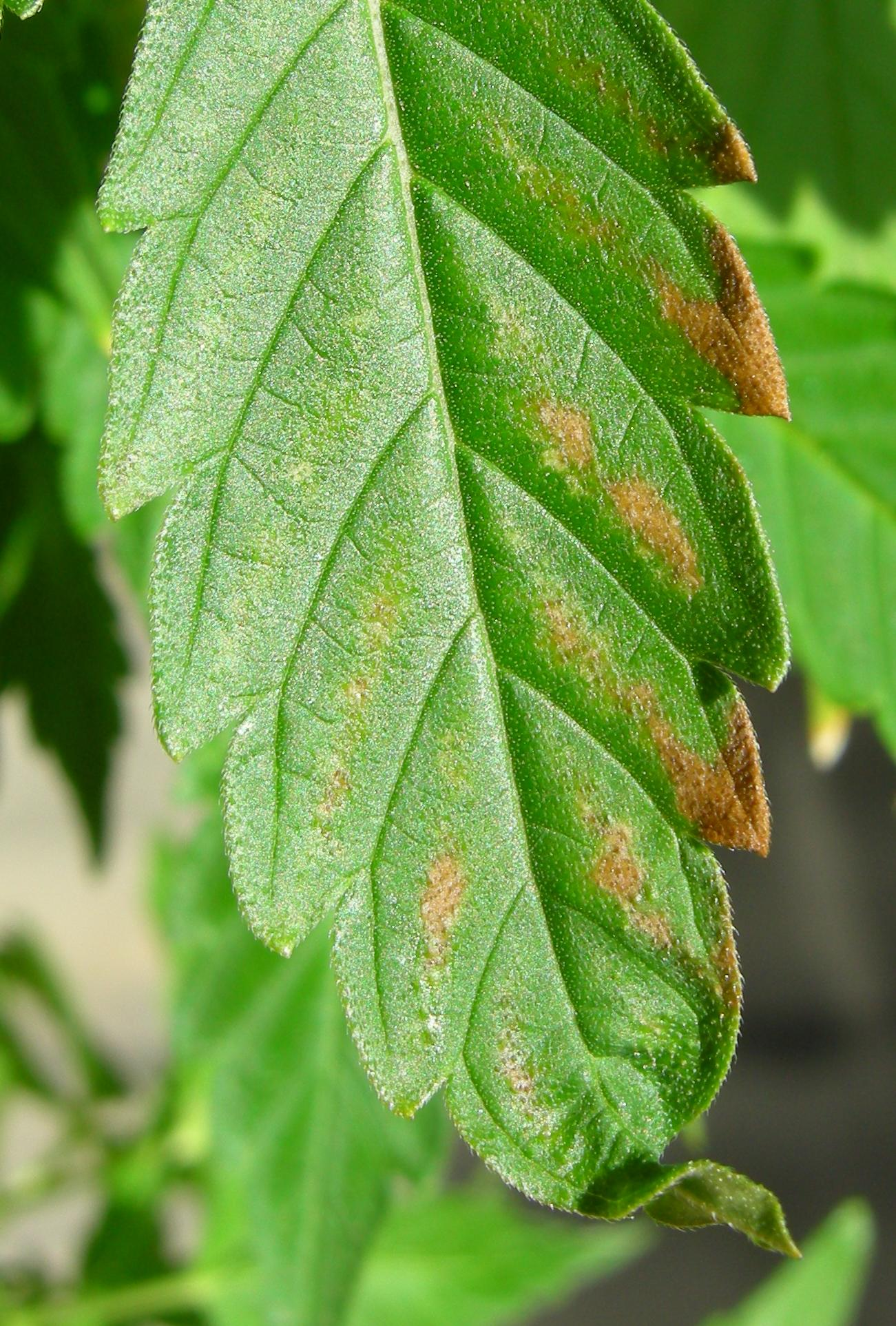

Mikronawóz – produkt wykorzystywany do nawożenia, który może zawierać jeden lub kilka potrzebnych roślinom mikroskładników. Mikronawozy są stosowane do nawożenia roślin rolniczych, ogrodniczych.

## Podział
- sole techniczne - siarczany, azotany, chlorki cynku, miedzi, manganu, boraks, kwas borowy a także molibdenian amonowy lub sodowy,
- szkliwa techniczne - spieki tlenków metali i soli technicznych,
- odpady przemysłowe,
- kopaliny naturalne borany, siarczki miedzi i cynku,
- makronawozy z domieszkami np: superfosfat potrójny granulowany borowany ,
- nawozy wieloskładnikowe z chelatami.

## Uwstecznianie
Z uwagi na to że mikronawozy zwłaszcza zawierające: Fe, Cu, Zn bardzo łatwo stają się nie przyswajalne dla roślin na skutek zjawiska uwsteczniania, stosuje się chelaty np: antichlorozol LS-Fe, mikrochelacyt LS-3, polichelat LS-7.

## Stosowanie
- zaprawianie nasion (na mokro i sucho) zaprawami z mikroskładnikami,
- nawożenie dolistne nawozami z mikroelementami,
- nawożenie doglebowe mikronawozami,
- wzbogacanie nawozów mineralnych w mikroskładniki.